# اشکوب ۳ کامبرین
| سامانه    | ردیف        | اشکوب       | میلیون سال پیش |
| --------- | ----------- | ----------- | -------------- |
| اردوویسین | زیرین       | ترمادوسین   | → پس از آن     |
| کامبرین   | فورونجین    | اشکوب دهم   | ۴۸۵,۴–۴۸۹٬۵    |
| کامبرین   | فورونجین    | ژیانگشانین  | ۴۸۹٬۵-۴۹۴      |
| کامبرین   | فورونجین    | پایبین      | ۴۹۴–۴۹۷        |
| کامبرین   | میائولینگین | گوژانگین    | ۴۹۷–۵۰۰٬۵      |
| کامبرین   | میائولینگین | درومین      | ۵۰۰٬۵-۵۰۴٬۵    |
| کامبرین   | میائولینگین | وولیوئن     | ۵۰۴٬۵–۵۰۹      |
| کامبرین   | ردیف دوم    | اشکوب چهارم | ۵۰۹–۵۱۴        |
| کامبرین   | ردیف دوم    | اشکوب سوم   | ۵۱۴-۵۲۱        |
| کامبرین   | ترنووین     | اشکوب دوم   | ۵۲۱-۵۲۹        |
| کامبرین   | ترنووین     | فورتونین    | ۵۲۹–۵۴۱٬۰      |
| ادیاکاران | ادیاکاران   | ادیاکاران   | → پیش از آن    |

اشکوب ۳ کامبرین (انگلیسی: Cambrian Stage 3) یکی از اشکوب‌های دوره کامبرین است که هنوز نام‌گذاری نشده‌است. این اشکوب بر روی اشکوب ۲ کامبرین و در زیر اشکوب ۴ کامبرین قرار دارد، هرچند مرز بالا و پایین آن هنوز به روشنی تعیین و تعریف نشده‌است. مرز زیرین آن تقریباً با نخستین پیدایش تریلوبیت‌ها منطبق است که حدود ۵۲۱ میلیون سال پیش روی داده‌است. مرز بالای این اشکوب و آغاز اشکوب ۴ کامبرین به‌صورت غیررسمی حدود ۵۱۴ میلیون سال پیش تعیین شده‌است.

## نام‌گذاری
اشکوب ۳ کامبرین هنوز به‌صورت رسمی توسط کمیسیون بین‌المللی چینه‌شناسی نام‌گذاری نشده‌است. گاهی این اشکوب به نام «آتدابانین» (Atdabanian) خوانده می‌شود که توسط زمین‌شناسان در سیبری به‌کار رفته‌است.